# نساردیره
نساردیره، روستایی از توابع بخش مرکزی شهرستان گیلانغرب در استان کرمانشاه ایران است.

## جمعیت
این روستا که در دهستان دیره قرار دارد  و براساس سرشماری مرکز آمار ایران در سال ۱۳۸۵، جمعیت آن ۱۱۵۰ نفر (۲۵۶خانوار) بوده‌است.

## تاریخ

### بمب باران شیمیایی
روستای نساردیره و نساردیره سفلی در روز ۳۱ تیرماه ۱۳۶۷ خورشیدی همزمان با بمب باران شیمیایی روستای زرده مورد حمله شیمیایی ارتش عراق قرار گرفت. در این حمله ۴ تن در دم جان سپردند و نزدیک به هزار تن نیز شیمیایی شدند. هم‌اکنون بیشتر ساکنان این روستا مجروح شیمیایی هستند و سالانه چند تن از آنان کشته می‌شوند.